# Methylering
Methylering er en kemisk proces hvor en methylgruppe (CH3-) indsættes i et andet molekyle.
Det er et et specialtilfælde af alkylering (indsættelse af en alkylgruppe).
Methylering af DNA- og RNA-molekyler og proteiner er vigtige indenfor molekylærbiologi blandt andet i forbindelse med aktivering af gener.